# Јужна Кореја на Светском првенству у атлетици у дворани 2012.
Јужна Кореја је једанаести пут учествовала на Светском првенству у атлетици у дворани 2012. одржаном у Истанбулу од 9. до 11. марта. Репрезентацију Јужне Кореје представљала је једна такмичарка, која се такмичила у трци на 60 метара са препонама.
Јужна Кореја није освојила ниједну медаљу али је њена такмичарка оборила национални рекорд.

## Учесници
Жене:
- Lee Yeon-Kyung — 60 м препоне

## Резултати

### Жене
| Атлетичарка    | Дисциплина   | Лични рекорд | Квалификације | Квалификације | Полуфинале            | Полуфинале            | Финале                | Финале       | Детаљи |
| Атлетичарка    | Дисциплина   | Лични рекорд | Резултат      | Место         | Резултат              | Место                 | Резултат              | Место        | Детаљи |
| -------------- | ------------ | ------------ | ------------- | ------------- | --------------------- | --------------------- | --------------------- | ------------ | ------ |
| Lee Yeon-Kyung | 60 м препоне |              | 8,41 НР       | 5. у гр. 4    | Није се квалификовала | Није се квалификовала | Није се квалификовала | 20 / 28 (31) |        |